# 希維切縣

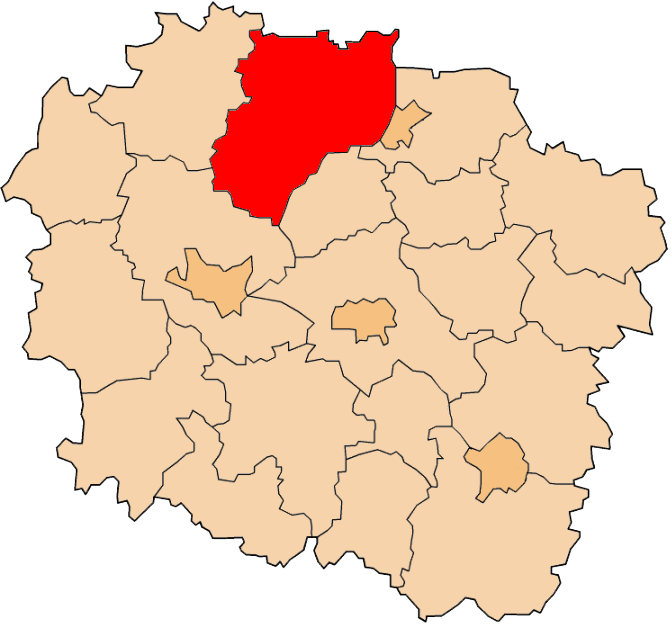

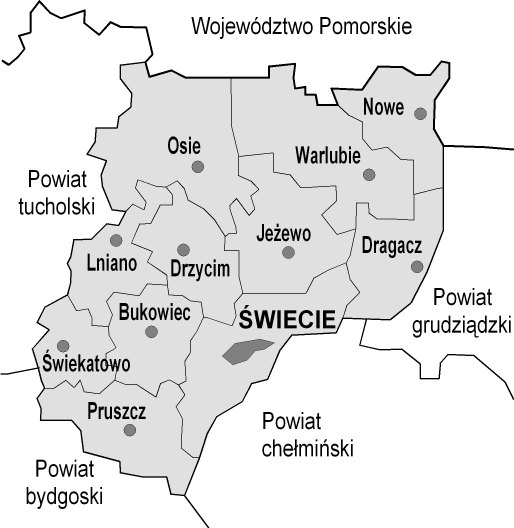

53°25′N 18°26′E / 53.417°N 18.433°E
希維切縣（波蘭語：Powiat świecki），是波蘭的縣份，位於該國中北部，由庫亞維-波美拉尼亞省負責管轄，首府設於希維切，面積1,473平方公里，2006年人口96,941，人口密度每平方公里66人。